# Pembrey Airport
Pembrey Airport (engelska: Pembrey West Wales International Airport) är en flygplats i Storbritannien.   Den ligger i kommunen Carmarthenshire och riksdelen Wales, i den södra delen av landet, 290 km väster om huvudstaden London. Pembrey Airport ligger 3 meter över havet.
Terrängen runt Pembrey Airport är platt åt sydväst, men åt nordost är den kuperad. Havet är nära Pembrey Airport åt sydväst.  Närmaste större samhälle är Llanelli, 11,0 km öster om Pembrey Airport. Trakten runt Pembrey Airport består i huvudsak av gräsmarker.